# Pavel Antl
Pavel Antl (* 24. června 1928 Brno) je bývalý český fotbalista, útočník.

## Fotbalová kariéra
V československé lize hrál za Zbrojovku Židenice, ATK Praha a Tankistu Praha. Vstřelil 15 prvoligových branek. V nižších soutěžích hrál i za ASO Olomouc, končil ve Spartaku Adamov, za nějž odehrál 271 utkání.
Do Zbrojovky přišel v červenci 1948 z Viktorie Tuřany.

## Ligová bilance
| Ročník                                        | Zápasy | Góly | Minuty | Klub               |
| --------------------------------------------- | ------ | ---- | ------ | ------------------ |
| Státní liga 1948                              | 2      | 0    | -      | Zbrojovka Židenice |
| Celostátní československé mistrovství 1949    | 25     | 9    | -      | Zbrojovka Brno     |
| Celostátní československé mistrovství II 1950 | -      | 9    | -      | Zbrojovka Brno     |
| Mistrovství československé republiky 1951     | -      | 1    | -      | ATK Praha          |
| Přebor československé republiky 1953          | -      | 5    | -      | Tankista Praha     |
| Přebor československé republiky 1954          | -      | 1    | -      | Tankista Praha     |
| Přebor československé republiky 1955          | -      | 0    | -      | Tankista Praha     |
| CELKEM 1. LIGA                                | -      | 15   | -      |                    |